# PS/2 порт
PS/2 порт је врста рачунарског порта, конектора или прикључка који се углавном користи за прикључивање тастатуре или рачунарског миша. Налази се најчешће на позадини личних рачунара.

## Распоред пинова
Распоред пинова се може видјети на слици.
- Пин 1 - Подаци ван из тастатуре, (+DATA)
- Пин 2 - Није спојено,
- Пин 3 - Минус вод, (GND)
- Пин 4 - Напајање из рачунара, + 5 V, (Vcc)
- Пин 5 - Сатни пулс („клок“), (+CLK)
- Пин 6 - Није спојено,